# Halodiplosis
Halodiplosis är ett släkte av tvåvingar. Halodiplosis ingår i familjen gallmyggor.

## Dottertaxa tillHalodiplosis, i alfabetisk ordning[1]
- Halodiplosis aestivas
- Halodiplosis anabasidicola
- Halodiplosis anabasidigemmae
- Halodiplosis anabasidis
- Halodiplosis aphylla
- Halodiplosis araratica
- Halodiplosis aristiformis
- Halodiplosis arthrophytumis
- Halodiplosis aurantiacus
- Halodiplosis balchashensis
- Halodiplosis bassiae
- Halodiplosis biennis
- Halodiplosis botryoideus
- Halodiplosis buzaczensis
- Halodiplosis caspicus
- Halodiplosis ceratoidis
- Halodiplosis climacopterae
- Halodiplosis conmixta
- Halodiplosis consociata
- Halodiplosis czuensis
- Halodiplosis densipila
- Halodiplosis deserta
- Halodiplosis dzhanokmenae
- Halodiplosis eremobia
- Halodiplosis fedtschenkovi
- Halodiplosis festinans
- Halodiplosis floripara
- Halodiplosis hammadae
- Halodiplosis hebes
- Halodiplosis hirsuta
- Halodiplosis hirta
- Halodiplosis hodukini
- Halodiplosis iliensis
- Halodiplosis indurentis
- Halodiplosis infestans
- Halodiplosis inflorescentiae
- Halodiplosis inornata
- Halodiplosis insularis
- Halodiplosis invisibilis
- Halodiplosis latentis
- Halodiplosis ludmilae
- Halodiplosis magna
- Halodiplosis marikovskii
- Halodiplosis meridiana
- Halodiplosis morbosa
- Halodiplosis mutabilis
- Halodiplosis nanophytonis
- Halodiplosis nanophytonygemmae
- Halodiplosis noxia
- Halodiplosis orientalis
- Halodiplosis oxyglumis
- Halodiplosis palpata
- Halodiplosis panderiae
- Halodiplosis petrosimoniae
- Halodiplosis primoveris
- Halodiplosis propria
- Halodiplosis repetekensis
- Halodiplosis rhaphidophitonis
- Halodiplosis rosaria
- Halodiplosis salsae
- Halodiplosis salsola
- Halodiplosis salsolae
- Halodiplosis salsolicola
- Halodiplosis salsuginea
- Halodiplosis sarcobati
- Halodiplosis savojskella
- Halodiplosis saxauli
- Halodiplosis slyvkini
- Halodiplosis sperandus
- Halodiplosis sphaerobia
- Halodiplosis stackelbergi
- Halodiplosis steinbergi
- Halodiplosis sympegmae
- Halodiplosis syrdarjensis
- Halodiplosis truncata
- Halodiplosis truncatula
- Halodiplosis tsherkesi
- Halodiplosis ulkulkalkani
- Halodiplosis unicus
- Halodiplosis urceolatus
- Halodiplosis uzenensis
- Halodiplosis uzuensis
- Halodiplosis vernalis
- Halodiplosis vicina
- Halodiplosis zajsanicus